# Дэниелс, Эйдан
Эйдан Джун Валькарсель Дэниелс (англ. Aidan Jun Valcarcel Daniels; род. 6 сентября 1998, Эйджакс, Онтарио, Канада) — канадский футболист, полузащитник клуба «Галифакс Уондерерс».
Дэниелс родился в семье выходца из ЮАР и филиппинки.

## Клубная карьера
Дэниелс — воспитанник клуба «Торонто». В 2016 году Эйдан начал привлекаться к матчам «Торонто II», дебютировав в USL 26 марта в поединке против «Нью-Йорк Ред Буллз II». 8 июля Дэниелс подписал профессиональный контракт с «Торонто II». 10 июля в поединке против «Харрисберг Сити Айлендерс» он забил свой первый гол в профессиональной карьере. В ноябре 2017 года Эйдан тренировался в датском клубе «Кёге». 13 апреля 2018 года «Торонто» подписал с Дэниелсом контракт по правилу доморощенного игрока. В MLS он дебютировал 21 апреля в матче против «Хьюстон Динамо». 6 марта 2019 года Дэниелс был отдан в аренду клубу Чемпионшипа ЮСЛ «Оттава Фьюри». По окончании сезона 2019 «Торонто» не продлил контракт с Дэниелсом.
23 декабря 2019 года Дэниелс подписал контракт с клубом Чемпионшипа ЮСЛ «Колорадо-Спрингс Суитчбакс». За колорадский клуб он дебютировал 7 марта 2020 года в матче стартового тура сезона против «ОКС Энерджи». 11 июля в матче против «Нью-Мексико Юнайтед» он забил свой первый гол за «Суитчбакс». 12 ноября клуб активировал опцию продления контракта игрока на сезон 2021.
26 января 2021 года «Колорадо-Спрингс Суитчбакс» обменял Хироки Куримото и Эйдана Дэниелса в «ОКС Энерджи» на место иностранного игрока и нераскрытую сумму. За ОКС он дебютировал 24 апреля в матче стартового тура сезона против «Талсы». 7 августа в матче против «Мемфиса 901» он забил свои первые голы за «Энерджи», сделав дубль.
19 января 2022 года Дэниелс подписал контракт с клубом Канадской премьер-лиги «Галифакс Уондерерс» на сезон 2022 с опцией продления на сезон 2023. За «Уондерерс» он дебютировал 7 апреля в матче стартового тура сезона 2022 против «Йорк Юнайтед». 10 мая в матче ⅛ финала Первенства Канады 2022 против «Гуэлф Юнайтед» он забил свой первый гол за «Уондерерс».

## Международная карьера
В 2017 году Дэниелс был включён в заявку молодёжной сборной Канады на участие в молодёжном чемпионате КОНКАКАФ в Коста-Рике. На турнире он сыграл в матче против сборной Мексики.
В составе сборной Канады до 23 лет Дэниелс принимал участие в Мужском олимпийском квалификационном турнире КОНКАКАФ 2020 в марте 2021 года.